# KOI8-RU
Il KOI8-RU è un sistema di codifica di caratteri a 8-bit progettato per essere adoperato con il russo, l'ucraino e il bielorusso, nonché con tutte quelle lingue che utilizzano l'alfabeto cirillico. Il sistema originale, il KOI8, il cui nome sta per Kod Obmena Informaciej, 8 bit (in russo Код Обмена Информацией, 8 бит, Codice per lo scambio di informazioni, 8 bit), fu progettato dalle autorità sovietiche nel 1974 e da allora ne sono stati creati vari derivati, tra cui il KOI8-U, che aggiunge al KOI8 i caratteri dell'ucraino, e il KOI8-R, utilizzato per il russo e per il bulgaro. Proprio su quest'ultimo è basato il KOI8-RU, nel quale dieci caratteri grafici del KOI8-R sono sostituiti da quattro lettere ucraine e una bielorussa, in minuscolo e in maiuscolo: Ґ, Є, І, Ї e Ў (l'unica lettera cirillica caratteristica del bielorusso).
Il KOI8 ed i sistemi da lui derivati hanno la particolarità di avere le lettere cirilliche disposte in ordine pseudo-latino piuttosto che nel comune ordine dell'alfabeto cirillico come hanno per esempio l'ISO 8859-5 e l'Unicode. Sebbene questo possa sembrare anti intuitivo, questa caratteristica risulta utile per il fatto che se l'ottavo bit viene eliminato, il testo è parzialmente leggibile utilizzando il sistema ASCII e può essere convertito in un testo in KOI7 sintatticamente corretto. Per esempio se dalla scritta in KOI8-RU "Русский Текст" viene eliminato l'ottavo bit, essa diventa rUSSKIJ tEKST ("Testo russo") ed un tentativo di interpretare tale stringa con il KOI7 porta a "РУССКИЙ ТЕКСТ". Il KOI8 fu creato basandosi sul codice Morse russo (che a sua volta fu creato dal codice Morse internazionale basandosi sulle assonanze) e la connessione riguardante l'ordine delle lettere tra il codice Morse russo e quello internazionale è la stessa che esiste tra il KOI8 e l'ASCII.
Nei sistemi di IBM il numero di code page assegnato al sistema KOI8-RU è 1167.

## Tabella
La seguente tabella mostra il sistema di codifica KOI8-RU. Ogni carattere è rappresentato al centro della cella con il suo equivalente Unicode in alto e il suo codice decimale in basso.
|  | Caratteri di controllo   |  | Punteggiatura          |
|  | Cifre numeriche          |  | Caratteri alfabetici   |
|  | Caratteri internazionali |  | Caratteri non definiti |
|  | Caratteri grafici        |  | Punteggiatura estesa   |

|    | -0         | -1         | -2         | -3         | -4         | -5         | -6         | -7         | -8         | -9         | -A            | -B         | -C          | -D         | -E         | -F         |
| -- | ---------- | ---------- | ---------- | ---------- | ---------- | ---------- | ---------- | ---------- | ---------- | ---------- | ------------- | ---------- | ----------- | ---------- | ---------- | ---------- |
| 0- | 0          | 1          | 2          | 3          | 4          | 5          | 6          | 7          | 8          | 9          | 10            | 11         | 12          | 13         | 14         | 15         |
| 1- | 16         | 17         | 18         | 19         | 20         | 21         | 22         | 23         | 24         | 25         | 26            | 27         | 28          | 29         | 30         | 31         |
| 2- | 0020 SP 32 | 0021 ! 33  | 0022 " 34  | 0023 # 35  | 0024 $ 36  | 0025 % 37  | 0026 & 38  | 0027 ' 39  | 0028 ( 40  | 0029 ) 41  | 002A * 42     | 002B + 43  | 002C , 44   | 002D - 45  | 002E . 46  | 002F / 47  |
| 3- | 0030 0 48  | 0031 1 49  | 0032 2 50  | 0033 3 51  | 0034 4 52  | 0035 5 53  | 0036 6 54  | 0037 7 55  | 0038 8 56  | 0039 9 57  | 003A : 58     | 003B ; 59  | 003C < 60   | 003D = 61  | 003E > 62  | 003F ? 63  |
| 4- | 0040 @ 64  | 0041 A 65  | 0042 B 66  | 0043 C 67  | 0044 D 68  | 0045 E 69  | 0046 F 70  | 0047 G 71  | 0048 H 72  | 0049 I 73  | 004A J 74     | 004B K 75  | 004C L 76   | 004D M 77  | 004E N 78  | 004F O 79  |
| 5- | 0050 P 80  | 0051 Q 81  | 0052 R 82  | 0053 S 83  | 0054 T 84  | 0055 U 85  | 0056 V 86  | 0057 W 87  | 0058 X 88  | 0059 Y 89  | 005A Z 90     | 005B [ 91  | 005C \ 92   | 005D ] 93  | 005E ^ 94  | 005F _ 95  |
| 6- | 0060 ` 96  | 0061 a 97  | 0062 b 98  | 0063 c 99  | 0064 d 100 | 0065 e 101 | 0066 f 102 | 0067 g 103 | 0068 h 104 | 0069 i 105 | 006A j 106    | 006B k 107 | 006C l 108  | 006D m 109 | 006E n 110 | 006F o 111 |
| 7- | 0070 p 112 | 0071 q 113 | 0072 r 114 | 0073 s 115 | 0074 t 116 | 0075 u 117 | 0076 v 118 | 0077 w 119 | 0078 x 120 | 0079 y 121 | 007A z 122    | 007B { 123 | 007C \| 124 | 007D } 125 | 007E ~ 126 | 127        |
| 8- | 2500 ─ 128 | 2502 │ 129 | 250C ┌ 130 | 2510 ┐ 131 | 2514 └ 132 | 2518 ┘ 133 | 251C ├ 134 | 2524 ┤ 135 | 252C ┬ 136 | 2534 ┴ 137 | 253C ┼ 138    | 2580 ▀ 139 | 2584 ▄ 140  | 2588 █ 141 | 258C ▌ 142 | 2590 ▐ 143 |
| 9- | 2591 ░ 144 | 2592 ▒ 145 | 2593 ▓ 146 | 2320 ⌠ 147 | 25A0 ■ 148 | 2219 ∙ 149 | 221A √ 150 | 2248 ≈ 151 | 2264 ≤ 152 | 2265 ≥ 153 | 00A0 NBSP 154 | 2321 ⌡ 155 | 00B0 ° 156  | 00B2 ² 157 | 00B7 · 158 | 00F7 ÷ 159 |
| A- | 2550 ═ 160 | 2551 ║ 161 | 2552 ╒ 162 | 0451 ё 163 | 0454 є 164 | 2554 ╔ 165 | 0456 i 166 | 0457 ї 167 | 2557 ╗ 168 | 2558 ╘ 169 | 2559 ╙ 170    | 255A ╚ 171 | 255B ╛ 172  | 0491 ґ 173 | 045D ў 174 | 255E ╞ 175 |
| B- | 255F ╟ 176 | 2560 ╠ 177 | 2561 ╡ 178 | 0401 Ё 179 | 0404 Є 180 | 2563 ╣ 181 | 0406 I 182 | 0407 Ї 183 | 2566 ╦ 184 | 2567 ╧ 185 | 2568 ╨ 186    | 2569 ╩ 187 | 256A ╪ 188  | 0490 Ґ 189 | 040D Ў 190 | 00A9 © 191 |
| C- | 044E ю 192 | 0430 а 193 | 0431 б 194 | 0446 ц 195 | 0434 д 196 | 0435 е 197 | 0444 ф 198 | 0433 г 199 | 0445 х 200 | 0438 и 201 | 0439 й 202    | 043A к 203 | 043B л 204  | 043C м 205 | 043D н 206 | 043E о 207 |
| D- | 043F п 208 | 044F я 209 | 0440 р 210 | 0441 с 211 | 0442 т 212 | 0443 у 213 | 0436 ж 214 | 0432 в 215 | 044C ь 216 | 044B ы 217 | 0437 з 218    | 0448 ш 219 | 044D э 220  | 0449 щ 221 | 0447 ч 222 | 044A ъ 223 |
| E- | 042E Ю 224 | 0410 А 225 | 0411 Б 226 | 0426 Ц 227 | 0414 Д 228 | 0415 Е 229 | 0424 Ф 230 | 0413 Г 231 | 0425 Х 232 | 0418 И 233 | 0419 Й 234    | 041A К 235 | 041B Л 236  | 041C М 237 | 041D Н 238 | 041E О 239 |
| F- | 041F П 240 | 042F Я 241 | 0420 Р 242 | 0421 С 243 | 0422 Т 244 | 0423 У 245 | 0416 Ж 246 | 0412 В 247 | 042C Ь 248 | 042B Ы 249 | 0417 З 250    | 0428 Ш 251 | 042D Э 252  | 0429 Щ 253 | 0427 Ч 254 | 042A Ъ 255 |
|    | -0         | -1         | -2         | -3         | -4         | -5         | -6         | -7         | -8         | -9         | -A            | -B         | -C          | -D         | -E         | -F         |

Come si vede dalla tabella, la differenza tra il KOI8-RU ed il KOI8-R sta nelle posizioni 0xA4, 0xA6, 0xA7, 0xAD, 0xAE, 0xB4, 0xB6, 0xB7, 0xBD e 0xBE, dove sono presenti lettere non esistenti nella lingua russa.
Nella tabella soprastante, il corrispettivo del codice Unicode 20 è il carattere spazio mentre del codice Unicode A0 è lo spazio unificatore.
Anche se l'RFC 2319 dice che il carattere in posizione 0x95 ha corrispettivo Unicode U+2219 (∙), esso può anche avere U+2022 (•) in modo da farlo coincidere con il carattere punto elenco del Windows-1251.